# Liste des réacteurs nucléaires de Corée du Sud
| \| Kori Wolsong Hanul Hanbit \| Localisation des centrales nucléaires en Corée du Sud |
| Kori Wolsong Hanul Hanbit                                                             |

La liste des réacteurs nucléaires en Corée du Sud compte 26 réacteurs nucléaires de puissance opérationnels depuis 2024, répartis dans quatre centrales nucléaires, 3 réacteurs sont en cours de construction, et 2 réacteurs sont à l'arrêt définitif. Le pays compte aussi 3 réacteurs nucléaires de recherche.
En 2021, la production d’électricité nucléaire en Corée du Sud s’est élevée à 150,16 TWh, soit 28 % de la production totale d’électricité du pays qui s’est élevée à 536 TWh.

## Réacteurs électrogènes
26 réacteurs nucléaires électrogènes sont en service en Corée du Sud depuis 2024, répartis dans 4 centrales, dont la production s’est élevée en 2021 à 150,16 TWh, soit 28 % de la production totale d’électricité du pays qui s’est élevée à 536 TWh. Tous les réacteurs sont exploités par l'entreprise sud-coréenne KHNP.
22 de ces réacteurs appartiennent à la filière des réacteurs à eau pressurisée et 4 sont des réacteurs à eau lourde pressurisée. Les caractéristiques de ces réacteurs en service sont données dans le tableau ci-après, classés alphabétiquement,. Le rang indique le numéro d'ordre de mise en service de chacun des réacteurs. Ainsi Kori-1 a été le 1er réacteur raccordé au réseau électrique sud-coréen, en 1977.
La centrale d'Hanul est la plus puissante. Lorsque ses six réacteurs sont en fonctionnement, elle peut produire 5 881 MW.

### Définitions
Les caractéristiques des réacteurs sont données dans le tableau ci-après, les données sont principalement issues de la base de données PRIS (Power Reactor Information System) de l’Agence international de l'énergie atomique (AIEA).
Base de données établie par l'AIEA qui définit ainsi les termes :
- La puissance nette correspond à la puissance électrique délivrée sur le réseau et sert d'indicateur en termes de puissance installée,
- La puissance brute correspond à la puissance délivrée par l'alternateur (= puissance nette augmentée de la consommation interne de la centrale),
- La puissance thermique correspond, à la puissance délivrée par la chaudière nucléaire

Le début de construction correspond à la date de coulage des fondations du bâtiment réacteur. Une tranche (nom utilisé pour un réacteur complet) est considérée comme opérationnelle après son premier couplage au réseau. La mise en service commercial est le transfert contractuel de l’installation du constructeur vers le propriétaire ; en principe après réalisation des tests réglementaires et contractuels et après fonctionnement continu à 100 % pendant une durée définie au contrat de construction.
| Centrale nucléaire              | Nom du réacteur       | Rg | Type | Modèle     | Puissance   | Puissance   | Puissance        | Constructeur | Début de construction | Raccordement au réseau | Mise en service commercial | Arrêt définitif  |
| Centrale nucléaire              | Nom du réacteur       | Rg | Type | Modèle     | Nette [MWe] | Brute [MWe] | Thermique [MWth] | Constructeur | Début de construction | Raccordement au réseau | Mise en service commercial | Arrêt définitif  |
| ------------------------------- | --------------------- | -- | ---- | ---------- | ----------- | ----------- | ---------------- | ------------ | --------------------- | ---------------------- | -------------------------- | ---------------- |
| Kori                            | KORI-1                | 1  | REP  | WH F       | 576         | 607         | 1 729            | Westinghouse | 1er août 1972         | 26 juin 1977           | 29 avril 1978              | 18 juin 2017     |
| Kori                            | KORI-2                | 2  | REP  | WH F       | 640         | 681         | 1 882            | Westinghouse | 23 décembre 1977      | 9 avril 1983           | 25 juillet 1983            |                  |
| Kori                            | KORI-3                | 5  | REP  | WH F       | 996         | 1 046       | 2 912            | Westinghouse | 1er octobre 1979      | 22 janvier 1985        | 30 septembre 1985          |                  |
| Kori                            | KORI-4                | 6  | REP  | WH F       | 1 001       | 1 046       | 2 912            | Westinghouse | 1er avril 1980        | 31 décembre 1985       | 29 avril 1986              |                  |
| Kori                            | SHIN-KORI-1           | 21 | REP  | OPR-1000   | 986         | 1 048       | 2 825            |              | 16 juin 2006          | 4 août 2010            | 8 février 2011             |                  |
| Kori                            | SHIN-KORI-2           | 23 | REP  | OPR-1000   | 982         | 1 047       | 2 825            |              | 5 juin 2007           | 28 janvier 2012        | 20 juillet 2012            |                  |
| Kori                            | SHIN-KORI-3 / SAEUL-1 | 25 | REP  | APR-1400   | 1 392       | 1 488       | 3 983            |              | 16 octobre 2008       | 15 janvier 2016        | 20 décembre 2016           |                  |
| Kori                            | SHIN-KORI-4 / SAEUL-2 | 26 | REP  | APR-1400   | 1 392       | 1 491       | 3 983            |              | 19 août 2009          | 22 avril 2019          | 29 août 2019               |                  |
| Kori                            | SHIN-KORI-5 / SAEUL-3 |    | REP  | APR-1400   | 1 340       | 1 400       | 3 983            |              | 1er avril 2017        | 2025                   |                            |                  |
| Kori                            | SHIN-KORI-6 / SAEUL-4 |    | REP  | APR-1400   | 1 340       | 1 400       | 3 983            |              | 20 septembre 2018     | 2025                   |                            |                  |
| Hanul (anciennement Ulchin)     | HANUL-1               | 9  | REP  | France CP1 | 953         | 1 014       | 2 775            | Framatome    | 26 janvier 1983       | 7 avril 1988           | 10 septembre 1988          |                  |
| Hanul (anciennement Ulchin)     | HANUL-2               | 10 | REP  | France CP1 | 957         | 1 011       | 2 775            | Framatome    | 5 juillet 1983        | 14 avril 1989          | 30 septembre 1989          |                  |
| Hanul (anciennement Ulchin)     | HANUL-3               | 13 | REP  | OPR-1000   | 991         | 1 051       | 2 825            | DHIC/KOPC    | 21 juillet 1993       | 6 janvier 1998         | 11 août 1998               |                  |
| Hanul (anciennement Ulchin)     | HANUL-4               | 14 | REP  | OPR-1000   | 994         | 1 052       | 2 825            | DHIC/KOPC    | 1er novembre 1993     | 28 décembre 1998       | 31 décembre 1999           |                  |
| Hanul (anciennement Ulchin)     | HANUL-5               | 19 | REP  | OPR-1000   | 989         | 1 049       | 2 825            | DHIC/KOPC    | 1er octobre 1999      | 18 décembre 2003       | 29 juillet 2004            |                  |
| Hanul (anciennement Ulchin)     | HANUL-6               | 20 | REP  | OPR-1000   | 987         | 1 049       | 2 825            | DHIC/KOPC    | 29 septembre 2000     | 7 janvier 2005         | 22 avril 2005              |                  |
| Hanul (anciennement Ulchin)     | SHIN-HANUL-1          | 27 | REP  | APR-1400   | 1 429       | 1 455       | 3 983            |              | 10 juillet 2012       | 9 juin 2022            | 7 décembre 2022            |                  |
| Hanul (anciennement Ulchin)     | SHIN-HANUL-2          | 28 | REP  | APR-1400   | 1 416       | 1 455       | 3 983            |              | 19 juin 2013          | 21 décembre 2023       | 5 avril 2024               |                  |
| Hanul (anciennement Ulchin)     | SHIN-HANUL-3          |    | REP  | APR-1400   | ~1 416      | ~1 455      | ~3 983           |              | 20 mai 2025           |                        | 2032                       |                  |
| Hanul (anciennement Ulchin)     | SHIN-HANUL-4,         |    | REP  | APR-1400   | ~1 416      | ~1 455      | ~3 983           |              |                       |                        |                            |                  |
| Wolsong                         | WOLSONG-1             | 3  | PHWR | CANDU 6    | 661         | 683         | 2 061            | AECL/DHI     | 30 octobre 1977       | 31 décembre 1982       | 22 avril 1983              | 24 décembre 2019 |
| Wolsong                         | WOLSONG-2             | 4  | PHWR | CANDU 6    | 710         | 730         | 2 061            | AECL/DHI     | 25 septembre 1992     | 1er avril 1997         | 1er juillet 1997           |                  |
| Wolsong                         | WOLSONG-3             | 15 | PHWR | CANDU 6    | 707         | 729         | 2 061            | AECL/DHI     | 17 mars 1994          | 25 mars 1998           | 1er juillet 1998           |                  |
| Wolsong                         | WOLSONG-4             | 16 | PHWR | CANDU 6    | 708         | 730         | 2 061            | AECL/DHI     | 22 juillet 1994       | 21 mai 1999            | 1er octobre 1999           |                  |
| Wolsong                         | SHIN-WOLSONG-1        | 22 | REP  | OPR-1000   | 980         | 1 048       | 2 825            |              | 20 novembre 2007      | 27 janvier 2012        | 31 juillet 2012            |                  |
| Wolsong                         | SHIN-WOLSONG-2        | 24 | REP  | OPR-1000   | 976         | 1 048       | 2 825            |              | 23 septembre 2008     | 26 février 2015        | 24 juillet 2015            |                  |
| Hanbit (anciennement Yonggwang) | HANBIT-1              | 7  | REP  | WH F       | 965         | 1 025       | 2 787            | Westinghouse | 4 juin 1981           | 5 mars 1986            | 25 août 1986               |                  |
| Hanbit (anciennement Yonggwang) | HANBIT-2              | 8  | REP  | WH F       | 952         | 1 024       | 2 787            | Westinghouse | 1er décembre 1981     | 11 novembre 1986       | 10 juin 1987               |                  |
| Hanbit (anciennement Yonggwang) | HANBIT-3              | 11 | REP  | OPR-1000   | 983         | 1 041       | 2 825            | DHICKAEC     | 23 décembre 1989      | 30 octobre 1994        | 31 mars 1995               |                  |
| Hanbit (anciennement Yonggwang) | HANBIT-4              | 12 | REP  | OPR-1000   | 961         | 1 041       | 2 825            | DHICKAEC     | 26 mai 1990           | 18 juillet 1995        | 1er janvier 1996           |                  |
| Hanbit (anciennement Yonggwang) | HANBIT-5              | 17 | REP  | OPR-1000   | 974         | 1 051       | 2 825            | DHICKOPC     | 29 juin 1997          | 19 décembre 2001       | 21 mai 2002                |                  |
| Hanbit (anciennement Yonggwang) | HANBIT-6              | 18 | REP  | OPR-1000   | 978         | 1 053       | 2 825            | DHICKOPC     | 20 novembre 1997      | 16 septembre 2002      | 24 décembre 2002           |                  |

### Instabilité politique: arrêts et reprises de construction
En mai 2017, Kepco avait reçu instruction de geler, le temps de la campagne présidentielle, les travaux de conception sur les deux réacteurs nucléaires APR 1400 prévus sur le site coréen de Shin Hanul sur la côte est, où deux tranches sont déjà en construction. Les annonces du nouveau président coréen Moon Jae-in, qui a confirmé en juin 2017 son engagement pour une sortie progressive du nucléaire, ouvrent une période d’incertitudes, notamment sur la présence coréenne sur les marchés internationaux.
En octobre 2017, le président a été contraint d'autoriser la relance des chantiers de construction des deux nouveaux réacteurs Shin Kori-5 et Shin Kori-6, qui pourraient, dès lors, entrer en service respectivement en 2021 et 2022. La commission publique civile représentative composée de 471 membres, citoyens et experts, qu'il avait nommée pour prendre cette décision, a en effet voté à 60 % pour la reprise des travaux. Il a cependant réaffirmé son intention de ne plus autoriser aucun projet de construction de centrale nucléaire. Le programme adopté en 2017 prévoit qu'il ne restera plus que 17 réacteurs en activité en 2034 et leur arrêt total est prévu en 2060.
Le 24 mai 2022, le nouveau président, Yoon Seok-youl, élu en partie contre la sortie du nucléaire, promet que « la Corée du Sud assumera sa responsabilité et son rôle dans les efforts internationaux visant à atteindre la neutralité carbone. Pour cela, nous devons raisonnablement mélanger nucléaire, énergies renouvelables et gaz naturel ». Au cours de la campagne présidentielle, il s’est engagé à reprendre la construction des deux tranches sud-coréennes APR-1400 Shin-Hanul 3 et 4, suspendue depuis 2017, et à créer 100 000 emplois en remportant des commandes concernant plus de dix centrales nucléaires en Europe de l’Est et au Proche Orient.

## Réacteurs de recherche
- Aerojet General Nucleonics Model 201
- HANARO, réacteur de type MAPLE
- TRIGA Mark II (General Atomics)

### Acronymes
1. ↑  DHIC/KOPC : Doosan Heavy Industries & Construction Co. Ltd./Korea Power Engineering Company/Combustion Engineering
2. ↑  AECL/DHI : Atomic Energy Of Canada Ltd./Doosan Heavy Industry & Construction
3. ↑  DHICKAEC : Doosan Heavy Industries & Construction Co. Ltd./Korea Atomic Energy Research Institute/Combustion Engineering